# Arboretum et Fruticetum Britannicum
Arboretum et Fruticetum Britannicum (abreviado Arbor. Frutic. Brit.) es un libro con ilustraciones y descripciones botánicas que fue escrito por el botánico y arquitecto paisajista escocés John Claudius Loudon y publicado en Londres en 8 volúmenes en los años 1835-1838.